# Самокат (издательский дом)
Изда́тельский дом «Самока́т» — российское издательство, специализирующееся на выпуске художественной литературы для детей и юношества. Основано в 2003 году.

## История
В январе 2003 года «Самокат» издал свою первую книгу — повесть Д. Пеннака «Собака Пёс».
ИД «Самокат» специализируется на издании зарубежной и отечественной детской литературы. В числе авторов, которые сотрудничают с издательством, признанные во всем мире писатели и художники из Франции, Швеции, Финляндии и других стран, обладатели престижных международных премий: Мишель Турнье, Ульф Старк, Анника Тор, Маркус Маялоума и другие.
«Самокат» работает как с произведениями современных авторов, так и с писателями прошлых лет. Кроме того, «Самокат» издавал в России произведения малоизвестных зарубежных авторов, которые вскоре приобретали известность и мировое признание. Например, сборник новелл Жан-Мари Гюстава Леклезио был издан за два года до того, как автор стал нобелевским лауреатом.
Один из основателей и главный редактор «Самоката», Ирина Балахонова, так определяет целевую аудиторию издательства: «В России становится все больше людей, мыслящих самостоятельно и озабоченных тем, какими вырастут их дети, насколько интегрированы будут они в мир, какие ценности станут для них первостепенными, — наши книги для таких людей».

## Достижения
- Знак «Нравится детям Ленинградской области» (2008, 2009)[2][3]
- Премия «Алые паруса» (2008)
- Премия за лучшее фантастическое произведение для детей «Алиса» — Е.Мурашова «Класс коррекции» (2008)
- Диплом победителя Всероссийского конкурса «Детское читательское жюри» в номинации «Лучшее издательство» (2007)[4]
- Гран-при Биеннале иллюстраций в Братиславе «Золотое яблоко» — А.Гиваргизов «Мы так похожи», худож. И. Александров (2007)[5]
- Почётный диплом конкурса «Искусство книги», номинация «Детская книга» (2007)[6]
- Диплом «Учительской газеты» и II премия Международного конкурса детской литературы им. А.Толстого (2005)

## Серии книг
- «Лучшая новая книжка» — книги, ставшие классикой детской мировой литературы и талантливые произведения современных русских авторов. (Серия основана в 2003 году)
- «Приключения Камо» — четыре повести о Камо, живущем в Париже подростке, неординарном правнуке известного революционера (2003).
- «Сказки Самоката» — сказки русских и зарубежных писателей в оформлении художников «Самоката» (2005).
- «Вне серии» — пьесы, автобиографии, эссе и книги в других жанрах, не вошедшие в тематические серии Самоката (2005).
- «Поэтическая серия» включает сборники стихов для детей, написанные современными авторами (2006).
- «Встречное движение» — книги для подростков, раскрывающие темы взросления и отношений с родителями, любви, дружбы и одиночества (2006).
- «Витамин роста» — серия для самых юных читателей, истории для тех, кто только научился читать (2006).
- «Книжка-картинка» — русские народные сказки, классические и современные детские произведения авторов разных стран, изданные в формате «книжка-картинка» (2006).
- «Недетские книжки» — серия, адресованная исключительно взрослому читателю (2007).
- «Самокат для родителей» — книги о детях для взрослой аудитории: психологов, учителей, воспитателей, библиотекарей и всех родителей (2009).

## Партнёры
Издательство сотрудничает с LiveLib.ru — социальной сетью любителей книг.

## Сотрудники
Арт-директором издательства «Самокат» являлся известный иллюстратор Виктор Меламед, сменивший в 2013 году Татьяну Кормер.